# Asif Ali Zardari
Asif Ali Zardari (en urdú: آصف علی زرداری, en sindhi: آصف علي زرداري; Nawabshah, 26 de julio de 1955) es un empresario pakistaní que ejerce como Presidente de Pakistán desde marzo de 2024, cargo que ocupó previamente de septiembre de 2008 a septiembre de 2013, donde fue sucedido en el cargo por Mamnoon Hussain.

## Biografía
Viudo de la ex primera ministra Benazir Bhutto. Copresidente del Partido del Pueblo Pakistaní después del 30 de diciembre de 2007.
Zardarí fue condenado por corrupción y chantaje en 1990 y su esposa, Benazir Bhuto, lo nombró Ministro de Medio Ambiente cuando salió de prisión. También cumplió condena por corrupción e inducción al asesinato de un miembro de su familia, quedando en libertad en 2004. A la salida de prisión tenía pendientes seis casos por corrupción, siendo exonerado de ellos en virtud de la amnistía que Pervez Musharraf, entonces Presidente de Pakistán, había dictado en octubre de 2007 para permitir el regreso del exilio de toda la familia Bhuto.
El 30 de diciembre de 2007, fue nombrado en una asamblea extraordinaria como copresidente del Partido del Pueblo Pakistaní junto a su hijo Bilawal Bhutto.
Obtuvo la victoria en las elecciones presidenciales de Pakistán de 2008, con 480 de los 702 votos de los colegios electorales y finalizó su mandato en 2013.